# Richard Kress
Richard Krauss (Niesig, 1925. március 6. – Frankfurt, 1996. március 30.) nyugatnémet válogatott német labdarúgó, csatár.

## Pályafutása

### Klubcsapatban
Az FV Horas csapatában kezdte a labdarúgást, ahol 1953-ig játszott. 1953 és 1964 között az Eintracht Frankfurt labdarúgója volt. Az Eintrachttal 1959-ben nyugatnémet bajnoki címet nyert. Tagja volt az 1959–60-as idényben BEK-döntős együttesnek.

### A válogatottban
1954 és 1961 között kilenc alkalommal szerepelt az NSZK válogatottjában és két gólt szerzett.

## Sikerei, díjai
Eintracht Frankfurt
- Oberliga Süd
  - bajnok: 1958–59
  - 2. (3): 1953–54, 1960–61, 1961–62
- Nyugatnémet bajnokság
  - bajnok: 1959
- Nyugatnémet kupa (DFB Pokal)
  - döntős: 1964
- Bajnokcsapatok Európa-kupája (BEK)
  - döntős: 1959–60

## Statisztika

### Mérkőzései a nyugatnémet válogatottban
| NSZK | NSZK                 | NSZK                                   | NSZK           | NSZK     | NSZK           | NSZK         | NSZK  | NSZK    |
| #    | Dátum                | Helyszín                               | Hazai          | Eredmény | Vendég         | Kiírás       | Gólok | Esemény |
| ---- | -------------------- | -------------------------------------- | -------------- | -------- | -------------- | ------------ | ----- | ------- |
| 1.   | 1954. december 19.   | Lisszabon, Estádio Nacional do Jamor   | Portugália     | 0 – 3    | NSZK           | barátságos   | -     | 77'     |
| 2.   | 1960. október 26.    | Belfast, Windsor Park                  | Észak-Írország | 3 – 4    | NSZK           | vb-selejtező | -     |         |
| 3.   | 1960. november 20.   | Athén, Leofóru Alexándrasz Stadion     | Görögország    | 0 – 3    | NSZK           | vb-selejtező | -     |         |
| 4.   | 1960. november 23.   | Szófia, Vaszil Levszki Nemzeti Stadion | Bulgária       | 2 – 1    | NSZK           | barátságos   | -     | 46'     |
| 5.   | 1961. március 26.    | Santiago, Estadio Nacional de Chile    | Chile          | 3 – 1    | NSZK           | barátságos   | -     |         |
| 6.   | 1961. május 10.      | Nyugat-Berlin, Olimpiai Stadion        | NSZK           | 2 – 1    | Észak-Írország | vb-selejtező | 1     | 28'     |
| 7.   | 1961. szeptember 20. | Düsseldorf, Rheinstadion               | NSZK           | 5 – 1    | Dánia          | barátságos   | 1     | 54'     |
| 8.   | 1961. október 8.     | Varsó, Lengyel Hadsereg Stadionja      | Lengyelország  | 0 – 2    | NSZK           | barátságos   | -     | 46'     |
| 9.   | 1961. október 22.    | Augsburg, Rosenaustadion               | NSZK           | 2 – 1    | Görögország    | vb-selejtező | -     |         |
|      | Összesen             |                                        |                | 9        | mérkőzés       |              | 2     | gól     |